# Hisato Sato
Hisato Sato (født 12. marts 1982) er en japansk fodboldspiller.

## Japans fodboldlandshold
| Japans landshold | Japans landshold | Japans landshold |
| År               | Kmp              | Mål              |
| ---------------- | ---------------- | ---------------- |
| 2006             | 12               | 3                |
| 2007             | 7                | 0                |
| 2008             | 6                | 0                |
| 2009             | 3                | 1                |
| 2010             | 3                | 0                |
| Total            | 31               | 4                |